# Паланка (Грачац)
Паланка је насељено мјесто у општини Грачац, југоисточна Лика, Република Хрватска.

## Географија
Паланка је удаљена око 36 км југоисточно од Грачаца.

## Историја
Паланка се од распада Југославије до августа 1995. године налазила у Републици Српској Крајини.

## Становништво
Према попису становништва из 1991. године, Паланка је имала 84 становника, а 2001. године 29 становника. Према попису становништва из 2011. године, насеље Паланка је имало 19 становника.
| Националност       | 1991. | 1981. | 1971. | 1961. |
| Срби               | 82    | 97    | 144   | 161   |
| Југословени        | 1     | 9     |       |       |
| Хрвати             |       |       |       | 3     |
| остали и непознато | 1     |       |       |       |
| Укупно             | 84    | 106   | 144   | 164   |

| Демографија | Демографија | Демографија |
| Година      | Становника  | Становника  |
| ----------- | ----------- | ----------- |
| 1961.       | 164         |             |
| 1971.       | 144         |             |
| 1981.       | 106         |             |
| 1991.       | 84          |             |
| 2001.       | 29          |             |
| 2011.       |             | 19          |